# Fritz Schlegel (Politiker)
Fritz Hermann Wilhelm Schlegel (* 11. Oktober 1900 in Marburg; † nach 1934) war ein deutscher Politiker (NSDAP).

## Leben und Wirken
Nach dem Abitur durchlief Schlegel zunächst eine einjährige Werkstättenpraxis. Danach wurde er im Molkereiwesen ausgebildet und absolvierte eine zweijährige landwirtschaftliche Schulung. Von Juni 1918 bis Januar 1919 war er Soldat beim Pionier-Bataillon Nr. 11. In den folgenden Jahren wirkte er als Gutsinspektor in Preußisch Eylau und Königsberg.
Schlegel trat in die NSDAP ein (Mitgliedsnummer 12.616) und wurde Gauinspekteur für den NSDAP-Gau Ostpreußen. Anfang der 1930er Jahre war er Kreisdeputierter des Kreises Preußisch Eylau. 1932 wurde er in den Preußischen Landtag gewählt, dem er bis zur Auflösung der Körperschaft im Oktober 1933 angehörte. Im Parlament vertrat er den Wahlkreis 1 (Ostpreußen). Er kandidierte auf dem Wahlvorschlag für die NSDAP bei der Wahl zum Deutschen Reichstag am 12. November 1933, zog aber nicht in den nationalsozialistischen Reichstag ein.
Schlegel war verheiratet und hatte drei Töchter.